# LEGO Harry Potter
Lego Harry Potter var en LEGO-serie baseret på Harry Potter-filmserien. Modeller af vigtige scener, transportmidler og personer blev lavet for de første fem film.
Lego Harry Potter blev skabt i 2001, samtidig med udgivelsen af den første film Harry Potter og De Vises Sten.
I maj 2009 blev det officielt annonceret af LEGO, at et videospil med titlen LEGO Harry Potter: Years 1-4 var under udvikling. Det blev udgivet i sommeren 2010.
Vinteren 2011 kom fortsættelsen af Years 1-4 som blev kaldt LEGO Harry Potter: Years 5-7. Det inkludere nye karakterer og nye områder.

## Sæt

### Harry Potter and the Philosopher's Stone(2001–2002)
Til den første film, blev der produceret 14 sæt i alt. Første bølge var på 11 sæt, og året efter kom yderligere 3 sæt.
| Name                       | Nummer | Minifigurer |
| -------------------------- | ------ | --- |
| Sorting Hat                | 4701   | Harry Potter |
| The Final Challenge        | 4702   | Professor Quirrell/Lord Voldemort, Harry Potter                                                                                     |
| The Chamber of Winged Keys | 4704   | Harry Potter, Ron Weasley, White Queen Chess Piece                                                                                  |
| Snape's Classroom          | 4705   | Professor Snape, Ron Weasley, Peeves                                                                                                |
| Forbidden Corridor         | 4706   | Harry Potter, Ron Weasley, Hermione Granger, Fluffy the Three-headed dog                                                            |
| Hagrid's Hut               | 4707   | Hagrid, Professor Dumbledore, Norbert the Dragon.                                                                                   |
| Hogwarts Express           | 4708   | Harry Potter, Ron Weasley, Hermione Granger                                                                                         |
| Hogwarts Castle            | 4709   | Harry Potter, Ron Weasley, Hermione Granger, Professor Snape, Hagrid, Professor Dumbledore, Draco Malfoy, Peeves, Gryffindor Knight |
| Flying Lesson              | 4711   | Harry Potter, Draco Malfoy |
| Troll on the Loose         | 4712   | Harry Potter, Mountain Troll |
| Gringotts Bank             | 4714   | Harry Potter, Griphook, Nisse, Rubeus Hagrid                                                                                        |
| Hogwarts Classrooms        | 4721   | Harry Potter |
| Gryffindor House           | 4722   | Ron Weasley |
| Diagon Alley Shops         | 4723   | Hermione Granger |

### Harry Potter and the Chamber of Secrets(2002–2003)
Der blev produceret 10 sæt til den andne film, hvoraf de 2 udkom året efter filmen. Sættene var designet, så de kunne kombineres med sættene fra den første film.
| Name                       | Nummer | Minifigurer                                                                                            |
| -------------------------- | ------ | --- |
| Quality Quidditch Supplies | 4719   | Draco Malfoy                                                                                           |
| Knockturn Alley            | 4720   | Harry Potter, Lucius Malfoy                                                                            |
| Quidditch Practice         | 4726   | Harry Potter, Draco Malfoy, Madam Hooch                                                                |
| Aragog in the Dark Forest  | 4727   | Harry Potter, Ron Weasley, Aragog the Spider                                                           |
| Escape from Privet Drive   | 4728   | Ron Weasley, Harry Potter, Vernon Dursley                                                              |
| Dumbledore's Office        | 4729   | Professor Dumbledore, Professor McGonagall, Harry Potter                                               |
| The Chamber of Secrets     | 4730   | Harry Potter, Tom Riddle, Ginny Weasley, Professor Lockhart, Ron Weasley, Fawkes the Phoenix, Basilisk |
| Dobby's Release            | 4731   | Lucius Malfoy, Dobby                                                                                   |
| The Dueling Club           | 4733   | Harry Potter, Draco Malfoy, Professor Snape, Professor Lockhart                                        |
| Slytherin                  | 4735   | Draco Malfoy, Vincent Crabbe/Ron Weasley, Gregory Goyle/Harry Potter                                   |

### Harry Potter and the Prisoner of Azkaban(2004)
Der blev udgivet 11 sæt til den tredje film. Derudover fik minifigurerne en anden hudfarve, efter Lego fik ændret deres licens til karaktererne.
| Name                            | Nummer | Minifigurer |
| ------------------------------- | ------ | --- |
| Draco's Encounter with Buckbeak | 4750   | Draco Malfoy, Buckbeak the Hippogriff                                                                              |
| Harry and the Marauder's Map    | 4751   | Harry Potter, Professor Snape, Humpbacked Witch Statue                                                             |
| Professor Lupin's Classroom     | 4752   | Professor Lupin, Professor Snape (Boggart), Neville Longbottom                                                     |
| Sirius Black's Escape           | 4753   | Harry Potter, Dementor, Sirius Black, Buckbeak the Hippogriff                                                      |
| Hagrid's Hut                    | 4754   | Hermione Granger, Hagrid                                                                                           |
| Knight Bus                      | 4755   | Harry Potter, Knight Bus Driver/Stan Shunpike, Grim the Dog                                                        |
| Shrieking Shack                 | 4756   | Peter Pettigrew, Harry Potter, Sirius Black, Professor Lupin/Werewolf                                              |
| Hogwarts Castle                 | 4757   | Harry Potter, Hermione Granger, Ron Weasley, Professor Dumbledore, Professor Trelawney, Draco Malfoy, 2 Dementorer |
| Hogwarts Express                | 4758   | Harry Potter, Ron Weasley, Professor Lupin, Dementor                                                               |
| Motorized Hogwarts Express      | 10132  | Harry Potter, Ron Weasley, Professor Lupin, Dementor                                                               |

#### Mini-sæt(Small Polybags)
| Name                  | Nummer |
| --------------------- | ------ |
| Mini Knight Bus       | 4695   |
| Mini Hogwarts Express | 40028  |

### Harry Potter and the Goblet of Fire(2005)
Der blev kun udgivet fire sæt til den fjerde film. Ansigtet til Harry Potter fik et nyt design til serien.
| Name                             | Nummer | Minifigurer                                                                       |
| -------------------------------- | ------ | --------------------------------------------------------------------------------- |
| Rescue from the Merpeople        | 4762   | Harry Potter, Ron Weasley, Hermione Granger, Viktor Krum (Shark Head), Dyndfolket |
| Graveyard Duel                   | 4766   | Harry Potter, Voldemort, Lucius Malfoy (Maskeret), Peter Pettigrew, 4 Skeletter   |
| Harry and the Hungarian Horntail | 4767   | Harry Potter, Professor Dumbledore, Mad-Eye Moody, Ungarsk Takhale                |
| The Durmstrang Ship              | 4768   | Headmaster Karkaroff, Viktor Krum                                                 |

### Harry Potter and the Order of the Phoenix(2007)
Der blev kun produceret ét sæt til den femte film forud for at seriens blev udfaset.
| Name            | Nummer | Minifigurer |
| --------------- | ------ | --- |
| Hogwarts Castle | 5378   | Harry Potter, Ron Weasley, Hermione Granger, Professor Dumbledore, Hagrid, Draco Malfoy, Professor Snape, Professor Umbridge, 2 Thestraler, dødsgardist. |

### Genoplivet serie (2010)
Lego genpolive Harry Potter-temaet efter en pause på 3 år. De nye sæt blev udgivet d. 1. oktober, 2010 i Storbritannien. Alle var baseret på tidligere sæt, med undtagelse af4840 The Burrow, der er baseret på en scene i Harry Potter and the Half-Blood Prince.
| Name             | Nummer | Baseret på | Minifigurer |
| ---------------- | ------ | --- | --- |
| Freeing Dobby    | 4736   | Harry Potter and the Chamber of Secrets                                                                                 | Harry Potter, Dobby, Lucius Malfoy |
| Quidditch Match  | 4737   | Harry Potter and the Chamber of Secrets                                                                                 | Harry Potter, Madam Hooch, Draco Malfoy, Oliver Wood, Marcus Flint                                                                                                  |
| Hagrid's Hut     | 4738   | Forskellige film, særligt elementer fra Harry Potter og De Vises Sten and Harry Potter og Hemmelighedernes Kammer       | Harry Potter, Hagrid, Ron Weasley, Hermione Granger, Aragog, Norbert the Baby Dragon                                                                                |
| The Burrow       | 4840   | Harry Potter og Halvblodsprinsen                                                                                        | Arthur Weasley, Molly Weasley, Ginny Weasley, Harry Potter, Fenrir Greyback, Bellatrix Lestrange, Errol                                                             |
| Hogwarts Express | 4841   | Forskellige film, særligt med elementer fra Harry Potter og Hemmelighedernes Kammer og Harry Potter og Halvblodsprinsen | Harry Potter, Ron Weasley, Draco Malfoy, Ginny Weasley, Luna Lovegood                                                                                               |
| Hogwarts Castle  | 4842   | Forskellige film, særligt med elementer fra Harry Potter og Halvblodsprinsen og Harry Potter og Dødsregalierne - del 2  | Harry Potter, Hermione Granger, Professor McGonagall, Argus Filch, Filius Flitwick, Professor Dumbledore, Professor Snape, 2 Dementorer, Ms. Norris, Lord Voldemort |

### 2011
Der blev udgivet fire sæt i 2011. Diagonalstræde blev udgivet i januar, mens de øvrige tre blev udgivet den 1. juni 2011 i forbindelse med udgivelsen af Harry Potter og Dødsregalierne - del 2. Der blev dog også udgivet nogle mindre sæt, såkaldte promotional set; the Trolley, The Lab og the Mini Hogwarts Express.
| Name                    | Nummer | Baseret på                                    | Minifigurer |
| ----------------------- | ------ | --------------------------------------------- | --- |
| Diagon Alley            | 10217  | Various Movies                                | Harry Potter, Hermione Granger, Ron Weasley, Hagrid, Fred og George Weasley, Lucius Malfoy, Fenrir Greyback, Hr. Ollivander, to nisser fra Gringotts og et skelet |
| Forbidden Forest        | 4865   | Harry Potter and the Deathly Hallows – Part 2 | Harry Potter, Rubeus Hagrid, Lord Voldemort, Narcissa Malfoy. |
| Knight Bus              | 4866   | Harry Potter and the Prisoner of Azkaban      | Harry Potter, Stan Shunpike, Ernie Kabang og skrumpehoved. |
| Battle for Hogwarts     | 4867   | Harry Potter and the Deathly Hallows – Part 2 | Harry Potter, Neville Longbottom, Remus Lupin, Professor Spire, Gregory Goyle, Lucius Malfoy, og en dementor                                                      |
| Trolley (Small Polybag) | 30110  | Various Movies                                | Harry Potter, Hedwig. |
| The Lab (Small Polybag) | 30111  | Various Movies                                | Harry Potter. |

### 2016
Lego producerede Lego Dimensions "team pack" med Harry Potter-tema, der udkom første gang i 27. september 2016.
- 71247 Team Pack - Harry Potter
- 71253 Story Pack - Fantastic Beasts and Where to Find Them: Play the Complete Movie
- 71257 Fun Pack - Fantastic Beasts and Where to Find Them (Tina Goldstein and Swooping Evil)

### 2017
Lego producerede et sæt til Lego Dimensions
- 71348 Fun Pack - Harry Potter (Hermione Granger and Buckbeak)

### 2018 (fokuseret påDe Vises StenogHemmlighedernes Kammer)
Der blev udgivet Harry Potter-sæt den 1. juli 2018 baseret på Storsalen i de to første film. temaet havde også sæt baseret på Fantastic Beasts-filmene. Et Hogwarts-slot i mikroskala med 6000 klodser blev også afsløret.
| Name                               | Nummer      | Baseret på                                          | Minifigurer |
| ---------------------------------- | ----------- | --------------------------------------------------- | --- |
| Harry's Journey to Hogwarts        | 30407       | Harry Potter og De Vises Sten                       | Harry Potter, Hedwig |
| Diagon Alley                       | 40289       | Promotional                                         | Garrick Ollivander |
| Hogwarts Castle                    | 71043       | General                                             | Godric Gryffindor, Helga Hufflepuff, Salazar Slytherin, Rowena Ravenclaw                                                                                 |
| Aragog's Lair                      | 75950       | Harry Potter og Hemmelighedernes Kammer             | Harry Potter, Ron Weasley, and Aragog |
| Grindelwald's Escape               | 75951       | Fantastiske skabninger 2: Grindelwalds forbrydelser | Gellert Grindelwald, Seraphina Picquery, Thestral |
| Newt's Case of Magical Creatures   | 75952       | Fantastiske skabninger og hvor de findes            | Newt Scamander, Jacob Kowalski, Tina Goldtein, Queenie Goldstein, Erumpent, Occamy, Thunderbird, Niffler, Bowtruckle                                     |
| Hogwarts Whomping Willow           | 75953       | Harry Potter og Hemmelighedernes Kammer             | Harry Potter, Hermione Granger, Ron Weasley, Severus Snape, Seamus Finnigan and Argus Filch                                                              |
| Hogwarts Great Hall                | 75954       | Harry Potter og De Vises Sten                       | Harry Potter, Ron Weasley, Hermione Granger, Susan Bones, Minerva McGonagall, Albus Dumbledore, Rubeus Hagrid, Quirinus Quirrell og Nearly Headless Nick |
| Hogwarts Express                   | 75955       | Harry Potter og Fangen fra Azkaban                  | Harry Potter, Ron Weasley, Hermione Granger, Remus Lupin, Trolley Witch og en Dementor                                                                   |
| Quidditch Match                    | 75956       | Harry Potter og De Vises Sten                       | Harry Potter, Hermione Granger, Severus Snape, Oliver Wood, Marcus Flint and Lucian Bole                                                                 |
| Harry Potter Minifigure Collection | 5005254     | Promotional                                         | Boggart, Horace Slughorn, Madame Rolanda Hooch, Professor Dolores Umbridge                                                                               |
| Hogwarts Express                   | Spare Parts | Promotional                                         | N/A, in-store build |
| The Weasley's Car                  | Spare Parts | Promotional                                         | N/A, in-store build |

### 2019 (fokuseret påFangen fra AzkabanogFlammernes Pokal)
Sættene blev udgivet d. 1. juni, 2019.
| Name                                       | Nummer      | Baseret på                         | Minifigurer |
| ------------------------------------------ | ----------- | ---------------------------------- | --- |
| Harry Potter: Build Your Own Adventure     | 11923       | Book Parts                         | Harry Potter |
| Expecto Patronum                           | 75945       | Harry Potter og Fangen fra Azkaban | 2 Dementors, Harry Potter and Sirius Black |
| Hungarian Horntail Triwizard Challenge     | 75946       | Harry Potter og Flammernes Pokal   | Cedric Diggory, Viktor Krum, Fleur Delacour and Harry Potter                                                                                     |
| Hagrid's Hut: Buckbeak's Rescue            | 75947       | Harry Potter og Fangen fra Azkaban | Harry Potter, Ron Weasley, Hermione Granger, Rubeus Hagrid, Minister for Magi Cornelius Fudge og bøddelen Walden McNair                          |
| Hogwarts Clock Tower                       | 75948       | Harry Potter og Flammernes Pokal   | Harry Potter, Hermione Granger, Ron Weasley, Cedric Diggory, Viktor Krum, Fleur Delacour, Madame Maxime and Albus Dumbledore                     |
| The Knight Bus                             | 75957       | Harry Potter og Fangen fra Azkaban | Harry Potter, Ernie Prang and Stan Shunpike |
| Beauxbatons' Carriage: Arrival at Hogwarts | 75958       | Harry Potter og Flammernes Pokal   | Rubeus Hagrid, Olympe Maxime, Fleur Delacour and Gabrielle Delacour                                                                              |
| Harry Potter Advent Calendar               | 75964       | Seasonal                           | Harry Potter, Hermione Granger, Ron Weasley, Minnerva McGonagall, Albus Dumbledore, Professor Flitwick og Hogwarts Architect plus en Hedwig-fgur |
| The Rise of Voldemort                      | 75965       | Harry Potter og Flammernes Pokal   | Harry Potter, Lord Voldemort, Peter Pettigrew og dødsgardist                                                                                     |
| Knight Bus                                 | 4695        | Harry Potter og De Vises Sten      | N/A, in-store build |
| Golden Snitch                              | Spare Parts | Promotional                        | N/A, in-store build |

### 2020 (fokuseret påFønixordenenogHalvblodsprinsen)
Sættene blev udgivet d. 1. juni 2020.
| Name                                   | Nummer | Baseret på                                                                       | Minifigurer |
| -------------------------------------- | ------ | -------------------------------------------------------------------------------- | --- |
| Harry Potter and Hedwig: Owl Delivery  | 30420  | Various Movies                                                                   | Harry Potter |
| Monster Book of Monsters               | 30628  | Promotional                                                                      | Draco Malfoy |
| Hogwarts Students Accessory Set        | 40419  | Various Movies                                                                   | Harry Potter, Draco Malfoy, Hannah Abbott, Cho Chang |
| Hogwarts Room of Requirement           | 75966  | Harry Potter og Fønixordenen                                                     | Harry Potter, Hermione Granger and Luna Lovegood |
| Forbidden Forest: Umbridge's Encounter | 75967  | Harry Potter og Fønixordenen                                                     | Harry Potter, Hermione Granger, Dolores Umbridge og to kentaurere |
| 4 Privet Drive                         | 75968  | Harry Potter og Hemmelighedernes Kammer                                          | Harry Potter, Ron Weasley, Dobby, Vernon Dursley, Petunia Dursley and Dudley Dursley |
| Hogwarts Astronomy Tower               | 75969  | Harry Potter og Halvblodsprinsen                                                 | Harry Potter, Hermione Granger, Ron Weasley, Draco Malfoy, Neville Longbottom, Luna Lovegood, Lavender Brown and Horace Slughorn |
| Diagon Alley                           | 75978  | Harry Potter og Hemmelighedernes Kammer & Harry Potter and the Half-Blood Prince | Harry Potter, Hermione Granger, Ron Weasley, Ginny Weasley, Molly Weasley, Fred Weasley, George Weasley, Rubeus Hagrid, Draco Malfoy, Lucius Malfoy, Gilderoy Lockhart, Garrick Ollivander, Florean Fortescue, Daily Prophet photographer |
| Hedwig                                 | 75979  | Harry Potter og De Vises Sten                                                    | Harry Potter |
| Attack on the Burrow                   | 75980  | Harry Potter og Halvblodsprinsen                                                 | Harry Potter, Ron Weasley, Ginny Weasley, Molly Weasley, Arthur Weasley, Nymphadora Tonks, Bellatrix Lestrange and Fenrir Greyback |
| Harry Potter Advent Calendar           | 75981  | Seasonal                                                                         | Harry Potter, Hermione Granger, Ron Weasley, Padma Patil, Parvati Patil and Cho Chang |

### 2021
Den. 1. januar 2021 blev Harry Potter Hogwarts Crests (31201) udgivet som en del af Lego Art-temaet.

#### Hogwarts Moment
4 Lego Harry Potter sæt er blevet udgivet i Hogwarts Moment-undertemaet 1. januar 2021.
| Navn                                   | Nummer | Baseret på       | Minifigurer                                         |
| -------------------------------------- | ------ | ---------------- | --------------------------------------------------- |
| Hogwarts Moment: Transfiguration Class | 76382  | Forskellige film | Professor McGonagall, Ron Weasley, Hermione Granger |
| Hogwarts Moment: Potions Class         | 76383  | Various movies   | Professor Snape, Seamus Finnigan, Draco Malfoy      |
| Hogwarts Moment: Herbology Class       | 76384  | Various movies   | Professor Spire, Cedric Diggory, Neville Longbottom |
| Hogwarts Moment: Charms Class          |        | Various movies   | Professor Flitwick, Cho Chang, Harry Potter         |

#### 20-års jubliæum (fokuseret påDe Vises StenogHemmelighedernes Kammer'')
Den 16. april 2021 annoncerede Lego, at de ville udgivet en ny række Harry Potter-sæt fra 1. juni 2021, for at markere 20-års jubilæet for Lego Harry Potter. De udvalgte sæt vil også inkludere en minifigur i guld, for at markere jubilæet. Der blev desuden udgivet Troldmandskort baseret på de kort, som findes i Harry Potter universet.
| Navn                                     | Nummer | Baseret på                              | Minifigurer |
| ---------------------------------------- | ------ | --------------------------------------- | --- |
| Hermione's Study Desk                    | 30392  | Forskellige film                        | Hermione Granger |
| Wizarding World Minifigure Accessory Set | 40500  | Forskellige film                        | Harry Potter, Mr. Borgin, wizard, witch |
| Hogwarts: Polyjuice Potion Mistake       | 76386  | Harry Potter og Hemmelighedens Kammer   | Harry Potter, Hermione Granger, Ron Weasley, Golden Harry Potter |
| Hogwarts: Fluffy Encounter               | 76387  | Harry Potter og De Vises Sten           | Harry Potter, Hermione Granger, Ron Weasley, Golden Hermione Granger |
| Hogsmeade Village Visit                  | 76388  | Forskellige film                        | Harry Potter, Dean Thomas, Professor McGonagall, Madam Rosmerta, Mr. Flume, Mrs. Flume, Golden Ron Weasley                                                                                   |
| Hogwarts Chamber of Secrets              | 76389  | Harry Potter og Hemmelighedernes Kammer | Harry Potter, Ginny Weasley, Tom Riddle, Colin Creevey, Justin Finch-Fletchy, Luna Lovegood, Gilderoy Lockhart, Albus Dumbledore, Professor Sinistra, Nearly Headless Nick, Golden Voldemort |
| Harry Potter Advent Calendar             | 76390  | Seasonal                                | Harry Potter, Hermione Granger, Ron Weasley, Draco Malfoy, Dudley Dursley, Griphook |
| Hogwarts Icons Collectors' Edition       | 76391  | Forskellige film                        | Golden Albus Dumbledore, Golden Professor McGonagall, Golden Rubeus Hagrid |
| Hogwarts Wizard's Chess                  | 76392  | Harry Potter og De Vises Sten           | Harry Potter, Hermione Granger, Ron Weasley, Golden Severus Snape |
| Harry Potter & Hermione Granger          | 76393  | Various movies                          | N/A |
| Fawkes, Dumbledore's Phoenix             | 76394  | Various movies                          | Albus Dumbledore |
| Hogwarts: First Flying Lesson            | 76395  | Harry Potter og De Vises Sten           | Neville Longbottom, Draco Malfoy, Madam Hooch, Golden Professor Quirrell |

### LEGO Minifigures
Siden temaet blev genoplivet i 2018 er der blevet udgivet to sæt i Harry Potter Collectible Minifigures Series i hhv. 2018 og 2020.
| Name                                                   | Nummer | Antal minifigurer | Minifigurer |
| ------------------------------------------------------ | ------ | ----------------- | --- |
| Harry Potter and Fantastic Beasts Minifigures Series 1 | 71022  | 22                | Harry Potter i skoleuniform, Hermione Granger i skoleuniform, Ron Weasley i skoleuniform, Draco Malfoy, Luna Lovegood, Neville Longbottom, Cho Chang, Dean Thomas, Lord Voldemort, Dobby, Professor Trelawney, Cedric Diggory, Professor Flitwick, Skrækøje Dunder, Harry Potter in Pajamas, Albus Dumbledore, Newt Scamander, Tina Goldstein, Jacob Kowalski, Queenie Golstein, Credence Barebone, Percival Graves |
| Harry Potter Minifigures Series 2                      | 71028  | 16                | Harry Potter, Headmaster Albus Dumbledore, Hermione Granger, Ron Weasley, Luna Lovegood, Griphook, Lily Potter, James Potter, Ginny Weasley, Fred Weasley, George Weasley, Bellatrix Lestrange, Kingsley Shacklebolt, Hulkende Hulda, Professor Spire, Neville Longbottom |